# KickFlip
KickFlip (kor. 킥플립) – południowokoreański boysband założony w ramach reality show Loud stacji SBS i zarządzany przez JYP Entertainment. Grupa składa się z siedmiu członków: Kyehoon, Amaru, Donghwa, Juwang, Minje, Keiju i Donghyeon. Zadebiutowali 20 stycznia 2025 roku minialbumem Flip It, Kick It!.

## Nazwa
Nazwa zespołu, KickFlip, nawiązuje do triku skateboardowego o tej samej nazwie, który polega na pełnym obrocie deski wokół jej długiej osi, symbolizując „ambicję grupy, by przełamywać konwencje i dostarczać odważne występy”.

## Historia zespołu

### Formacja poprzezLoud
KickFlip, podobnie jak The New Six, został utworzony poprzez reality show Loud stacji SBS, prowadzone przez JYP Entertainment i P Nation. Loud miał premierę w czerwcu 2021 roku i trwał do września, kiedy to Kyehoon, Keiju, Amaru, Lee Donghyeon i Yoon Min zostali wybrani jako członkowie nowego boysbandu JYP. Jednak w kwietniu 2023 roku Yoon Min założył osobiste konto na Instagramie, co wydawało się potwierdzać jego odejście z JYP Entertainment i nadchodzącej grupy. Później, w październiku 2023 roku, wziął udział w reality show Mnet Vocal Showdown.

### Od 2025: Debiut zFlip It, Kick It!
21 listopada 2024 roku, podczas gali 2024 MAMA Awards w Los Angeles, założyciel JYP Entertainment, Park Jin-young, ogłosił, że nowy boysband jest w „finalnej fazie przygotowań” do debiutu i zaprezentował sylwetkowy obrazek jego siedmiu członków. Dzień później JYP ogłosiło nazwę grupy, KickFlip, oraz datę debiutu wyznaczoną na 1 stycznia 2025 roku. Jednak debiut został później przełożony na 6 stycznia w związku z katastrofą lotu Jeju Air 2216. KickFlip wydali swój pierwszy minialbum Flip It, Kick It! 20 stycznia, po wcześniejszym singlu „Umm Great”, który ukazał się 6 stycznia.

## Członkowie
| Pseudonim | Prawdziwe imię                  | Kraj             | Data urodzenia       |
| --------- | ------------------------------- | ---------------- | -------------------- |
| Kyehoon   | Lee Gye–hun (kor. 이계훈)       | Korea Południowa | 16 września 2004     |
| Amaru     | Mitsuyuki Amaru (jap. 満行亜丸) | Japonia          | 21 października 2005 |
| Donghwa   | Lee Dong-hwa (kor. 이동화)      | Korea Południowa | 11 marca 2006        |
| Juwang    | Jang Ju-wang (kor. 장주왕)      | Korea Południowa | 2 maja 2006          |
| Minje     | Choi Min-je (kor. 최민제)       | Korea Południowa | 12 maja 2006         |
| Keiju     | Okamoto Keiju (jap. 岡本 桂樹)  | Japonia          | 4 października 2006  |
| Donghyeon | Lee Dong–hyeon (kor. 이동현)    | Korea Południowa | 13 marca 2007        |

## Dyskografia

### Minialbumy
| Rok  | Dane dot. albumu                                                                                        | Najwyższa pozycja | Najwyższa pozycja | Sprzedaż                     |
| Rok  | Dane dot. albumu                                                                                        | KOR (Circle)      | JPN (Oricon)      | Sprzedaż                     |
| ---- | --- | ----------------- | ----------------- | ---------------------------- |
| 2025 | Flip It, Kick It! - Wydany: 20 stycznia 2025 - Wytwórnia: JYP - Format: CD, digital download, streaming | 1                 | 43                | - KOR: 322 874+ - JAP: 1883+ |

### Single
Single cyfrowe
| Rok                                                       | Tytuł       | Najwyższa pozycja | Album             |
| Rok                                                       | Tytuł       | Circle            | Album             |
| --------------------------------------------------------- | ----------- | ----------------- | ----------------- |
| 2025                                                      | „Umm Great" | –                 | Flip It, Kick It! |
| 2025                                                      | „Mama Said" | –                 | Flip It, Kick It! |
| „–” oznacza, że singiel nie był notowany na danej liście. |             |                   |                   |